# Purpose
Albums de Justin Bieber
Journals
(2013) Changes
(2020)
Singles
1. Where Are Ü Now
Sortie : 27 février 2015
2. What Do You Mean?
Sortie : 28 août 2015
3. Sorry
Sortie : 22 octobre 2015
4. Love Yourself
Sortie : 9 décembre 2015
5. Company
Sortie : 7 mars 2016

Purpose est le quatrième  album studio du chanteur canadien Justin Bieber, sorti le 13 novembre 2015 par Def Jam Recordings et School Boy Records. Il est composé de 18 titres.

## Pistes
| 1.  | Mark My Words                     | - Justin Bieber - Jason Boyd - Michael Tucker                                                       | - Blood Diamonds                                   | 2:14 |
| 2.  | I'll Show You                     | - Bieber - Tucker - Sonny Moore - Theron Feemster - Josh Gudwin                                     | - Skrillex - Blood Diamonds                        | 3:19 |
| 3.  | What Do You Mean?                 | - Bieber - Boyd - Mason Levy                                                                        | - MdL - Bieber                                     | 3:25 |
| 4.  | Sorry                             | - Bieber - Tucker - Moore - Justin Tranter - Julia Michaels                                         | - Skrillex - Blood Diamonds                        | 3:20 |
| 5.  | Love Yourself                     | - Bieber - Ed Sheeran - Benjamin Levin                                                              | Benny Blanco                                       | 3:53 |
| 6.  | Company                           | - Bieber - Boyd - Andreas Schuller - James Abrahart - Thomas Troelsen - James Wong - Leroy Clampitt | - Axident - Gladius - Big Taste - Poo Bear         | 3:28 |
| 7.  | No Pressure (featuring Big Sean)  | - Bieber - Boyd - Sean Anderson - Robin Weisse - Dominic Jordan - Jimmy Giannos                     | - The Audibles - Poo Bear                          | 4:46 |
| 8.  | No Sense (featuring Travis Scott) | - Bieber - Boyd - Kenneth Charles Coby - Mike Dean - Travis Scott                                   | - Soundz - Dean                                    | 4:35 |
| 9.  | The Feeling (featuring Halsey)    | - Bieber - Michaels - Moore - Ian Kirkpatrick - Clarence Coffee, Jr. - Sarah Hudson                 | - Skrillex - Kirkpatrick                           | 4:04 |
| 10. | Life Is Worth Living              | - Bieber - Boyd - Mark "The Mogul" Jackson                                                          | - The Mogul - Bieber                               | 3:54 |
| 11. | Where Are Ü Now (avec Jack Ü)     | - Bieber - Boyd - Moore - Thomas Wesley Pentz - Karl Rubin Brutus - Jordan Ware                     | - Skrillex - Diplo                                 | 4:02 |
| 12. | Children                          | - Bieber - Boyd - Moore - Brandon Green - Nico Hartikainen                                          | - Skrillex - Blood Diamonds - Maejor - Hartikainen | 3:43 |
| 13. | Purpose                           | - Bieber - Boyd - Stephen Philibin - Eben Wares - Jeremy Snyder - Scooter Braun                     | - Poo Bear - Steve James - Snyder                  | 3:30 |

| Purpose – iTunes pre-order only (bonus track) | Purpose – iTunes pre-order only (bonus track)       | Purpose – iTunes pre-order only (bonus track) | Purpose – iTunes pre-order only (bonus track) | Purpose – iTunes pre-order only (bonus track) | Purpose – iTunes pre-order only (bonus track) | Purpose – iTunes pre-order only (bonus track) | Purpose – iTunes pre-order only (bonus track) | Purpose – iTunes pre-order only (bonus track) | Purpose – iTunes pre-order only (bonus track) |
| No                                            | Titre                                               | Auteur                                        | Producteur(s)                                 | Durée                                         |                                               |                                               |                                               |                                               |                                               |
| --------------------------------------------- | --------------------------------------------------- | --------------------------------------------- | --------------------------------------------- | --------------------------------------------- | --------------------------------------------- | --------------------------------------------- | --------------------------------------------- | --------------------------------------------- | --------------------------------------------- |
| 14.                                           | What Do You Mean? (Remix) (featuring Ariana Grande) | - Bieber - Boyd - Levy - Ariana Grande        | - MdL - Bieber                                | 3:24                                          |                                               |                                               |                                               |                                               |                                               |
| 51:37                                         |                                                     |                                               |                                               |                                               |                                               |                                               |                                               |                                               |                                               |

| Purpose – Spotify (bonus track) | Purpose – Spotify (bonus track) | Purpose – Spotify (bonus track) | Purpose – Spotify (bonus track) | Purpose – Spotify (bonus track) | Purpose – Spotify (bonus track) | Purpose – Spotify (bonus track) | Purpose – Spotify (bonus track) | Purpose – Spotify (bonus track) | Purpose – Spotify (bonus track) |
| No                              | Titre                           | Auteur                          | Producteur(s)                   | Durée                           |                                 |                                 |                                 |                                 |                                 |
| ------------------------------- | ------------------------------- | ------------------------------- | ------------------------------- | ------------------------------- | ------------------------------- | ------------------------------- | ------------------------------- | ------------------------------- | ------------------------------- |
| 14.                             | What Do You Mean? (acoustic)    | - Bieber - Boyd - Levy          | - MdL - Bieber                  | 3:24                            |                                 |                                 |                                 |                                 |                                 |
| 51:37                           |                                 |                                 |                                 |                                 |                                 |                                 |                                 |                                 |                                 |

| Purpose – Deluxe edition (bonus tracks) | Purpose – Deluxe edition (bonus tracks) | Purpose – Deluxe edition (bonus tracks)                                                              | Purpose – Deluxe edition (bonus tracks) | Purpose – Deluxe edition (bonus tracks) | Purpose – Deluxe edition (bonus tracks) | Purpose – Deluxe edition (bonus tracks) | Purpose – Deluxe edition (bonus tracks) | Purpose – Deluxe edition (bonus tracks) | Purpose – Deluxe edition (bonus tracks) |
| No                                      | Titre                                   | Auteur                                                                                               | Producteur(s)                           | Durée                                   |                                         |                                         |                                         |                                         |                                         |
| --------------------------------------- | --------------------------------------- | --- | --------------------------------------- | --------------------------------------- | --------------------------------------- | --------------------------------------- | --------------------------------------- | --------------------------------------- | --------------------------------------- |
| 14.                                     | Been You                                | - Bieber - Boyd - Green - Josh Abraham - Oliver "Oligee" Goldstein - Saul Alexander Castillo Vasquez | - Maejor - Abraham - Oligee - A.C.      | 3:19                                    |                                         |                                         |                                         |                                         |                                         |
| 15.                                     | Get Used to It                          | - Bieber - Boyd - Green - Hartikainen - Abraham - Gudwin - Castillo Vasquez - Ely Weisfield          | - Maejor - Abraham - Hartikainen - A.C. | 3:58                                    |                                         |                                         |                                         |                                         |                                         |
| 16.                                     | We Are (featuring Nas)                  | - Bieber - Boyd - Andre Harris - Donovan "DK The Punisher" Knight - Nasir Jones                      | - Harris - DK The Punisher              | 3:22                                    |                                         |                                         |                                         |                                         |                                         |
| 17.                                     | Trust                                   | - Bieber - Boyd - Jackson                                                                            | - The Mogul - DJ Tay James              | 3:23                                    |                                         |                                         |                                         |                                         |                                         |
| 18.                                     | All in It                               | - Bieber - Boyd - Jackson - Levy - Gudwin                                                            | - The Mogul - Gudwin - MdL              | 3:51                                    |                                         |                                         |                                         |                                         |                                         |
| 66:06                                   |                                         | |                                         |                                         |                                         |                                         |                                         |                                         |                                         |

| 19. | Hit the Ground                   | - Bieber - Boyd - Tucker - Moore - Andrew Watt - Louis Bell - Brian Lee | - Skrillex - Watt - Bell | 3:48 |
| 20. | The Most                         | - Bieber - Boyd - Rubin Brutus - Ware - Wallace Joseph                  | - Ware - Brutus          | 3:20 |
| 21. | Home to Mama (with Cody Simpson) | - Bieber - Watt - Gudwin - Cody Simpson - Sam Hook - Tom Strahle        | - Strahle - Gudwin       | 3:23 |
| 22. | What Do You Mean? (music video)  | - Bieber - Boyd - Levy                                                  | - MdL - Bieber           |      |
| 23. | What Do You Mean? (lyric video)  | - Bieber - Boyd - Levy                                                  | - MdL - Bieber           |      |

| Purpose – Walmart edition (bonus tracks) | Purpose – Walmart edition (bonus tracks) | Purpose – Walmart edition (bonus tracks)             | Purpose – Walmart edition (bonus tracks) | Purpose – Walmart edition (bonus tracks) | Purpose – Walmart edition (bonus tracks) | Purpose – Walmart edition (bonus tracks) | Purpose – Walmart edition (bonus tracks) | Purpose – Walmart edition (bonus tracks) | Purpose – Walmart edition (bonus tracks) |
| No                                       | Titre                                    | Auteur                                               | Producteur(s)                            | Durée                                    |                                          |                                          |                                          |                                          |                                          |
| ---------------------------------------- | ---------------------------------------- | ---------------------------------------------------- | ---------------------------------------- | ---------------------------------------- | ---------------------------------------- | ---------------------------------------- | ---------------------------------------- | ---------------------------------------- | ---------------------------------------- |
| 19.                                      | Hit the Ground                           | - Bieber - Boyd - Tucker - Moore - Watt - Bell - Lee | - Skrillex - Watt - Bell                 | 3:48                                     |                                          |                                          |                                          |                                          |                                          |
| 20.                                      | The Most                                 | - Bieber - Boyd - Brutus - Ware - Joseph             | - Ware - Brutus                          | 3:20                                     |                                          |                                          |                                          |                                          |                                          |
| 73:14                                    |                                          |                                                      |                                          |                                          |                                          |                                          |                                          |                                          |                                          |

## Classements

### Hebdomadaire
| Pays        | Chart (2015)                     | Position |
| ----------- | -------------------------------- | -------- |
| Canada      | Top Canadian Albums              | 1        |
| Écosse      | Official Albums Chart - Scottish | 2        |
| Espagne     | PROMUSICAE                       | 2        |
| États-Unis  | Top Billboard 200 Albums         | 1        |
| Royaume-Uni | Official Albums Chart - Top 100  | 2        |
| Suède       | Sverigetopplistan                | 1        |

| Pays        | Chart (2016)                     | Position |
| ----------- | -------------------------------- | -------- |
| Canada      | Top Canadian Albums              | 2        |
| Écosse      | Official Albums Chart - Scottish | 3        |
| Espagne     | PROMUSICAE                       | 12       |
| États-Unis  | Top Billboard 200 Albums         | 2        |
| Royaume-Uni | Official Albums Chart - Top 100  | 3        |
| Suède       | Sverigetopplistan                | 1        |

| Pays        | Chart (2017)                     | Position |
| ----------- | -------------------------------- | -------- |
| Canada      | Top Canadian Albums              | 43       |
| Écosse      | Official Albums Chart - Scottish | 68       |
| Espagne     | PROMUSICAE                       | 58       |
| États-Unis  | Top Billboard 200 Albums         | 78       |
| Royaume-Uni | Official Albums Chart - Top 100  | 46       |
| Suède       | Sverigetopplistan                | 17       |

| Pays  | Chart (2018)      | Position |
| ----- | ----------------- | -------- |
| Suède | Sverigetopplistan | 49       |

### Annuel
| Pays        | Chart (2015)   | Position |
| ----------- | -------------- | -------- |
| Espagne     | PROMUSICAE     | 25       |
| Royaume-Uni | Top 100 Albums | 5        |

| Pays        | Chart (2016)             | Position |
| ----------- | ------------------------ | -------- |
| Canada      | Top Canadian Albums      | 2        |
| Espagne     | PROMUSICAE               | 24       |
| États-Unis  | Top Billboard 200 Albums | 3        |
| Royaume-Uni | Top 100 Albums           | 4        |

| Pays        | Chart (2017)             | Position |
| ----------- | ------------------------ | -------- |
| Canada      | Top Canadian Albums      | 38       |
| États-Unis  | Top Billboard 200 Albums | 68       |
| Royaume-Uni | Top 100 Albums           | 71       |

## Certifications
| Pays                       | Certification         | Ventes/Équivalence |
| -------------------------- | --------------------- | ------------------ |
| Allemagne (BVMI)           | Or                    | 100 000            |
| Amérique centrale          | Or                    | -                  |
| Australie (ARIA)           | 3 × Platine           | 210 000            |
| Autriche (IFPI Austria)    | 4 × Platine           | 60 000             |
| Belgique (BEA)             | Or                    | 15 000             |
| Brésil (Pro-Musica Brasil) | 5 × Platine           | 200 000            |
| Canada (Music Canada)      | 4 × Platine           | 320 000            |
| Chili                      | Platine               | -                  |
| Colombie                   | 2 × Diamant           | -                  |
| Danemark (IFPI Danmark)    | 7 × Platine           | 140 000            |
| Espagne (PROMUSICAE)       | Platine               | 40 000             |
| États-Unis (RIAA)          | 6 × Platine           | 6 000 000          |
| Hongrie (MAHASZ)           | Or                    | 1 000              |
| Italie (FIMI)              | Platine               | 50 000             |
| Japon (RIAJ)               | Or                    | 100 000            |
| Mexique (AMPROFON)         | Diamant + 2 × Platine | -                  |
| Nouvelle-Zélande (RIANZ)   | 2 × Platine           | 30 000             |
| Pologne (ZPAV)             | 3 × Platine           | 60 000             |
| Royaume-Uni (BPI)          | 4 × Platine           | 1 200 000          |
| Singapour (RIAS)           | 2 × Platine           | -                  |
| Suède (GLF)                | 3 × Platine           | -                  |